# Lucek i Luśka – strażnicy Teksasu
Lucek i Luśka – strażnicy Teksasu (nid. Suske en Wiske: De Texas Rakkers, ang. Luke and Lucy: The Texas Rangers, 2009) – belgijski film animowany na podstawie belgijskiego komiksu Suske en Wiske. Film w reżyserii Marka Mertensa i Wima Biena, wyprodukowany przez Skyline Entertainment we współpracy z CoToon, LuxAnimation, BosBros i WAT Productions. W Polsce emitowany na kanale TV Puls 1 czerwca 2011 roku z polskim dubbingiem.

## Fabuła
Wszyscy strażnicy Teksasu zostali porwani, dlatego Lucek i Luśka postanawiają rozwiązać zagadkę tajemniczych porwań. Trop prowadzi do pobliskiego miasteczka gdzie lokalne władze są terroryzowane przez Jima Parasite.

## Wersja oryginalna
- Staf Coppens jako Suske
- Stany Crets jako Manuel
- Axel Daeseleire jako strażnik Tom
- Sien Eggers jako Tante Sidonia
- Guy Mortier jako Jules
- Filip Peeters jako Jerom
- Lien Van De Kelder jako panna Missy
- Peter Van den Begin jako Rik
- Chris van den Durpel jako Theofiel / Theodore
- Lucas Van den Eynde jako Lambik
- Peter Van Gucht jako Bill Buster
- Bruno Vanden Broucke jako szeryf Cooper
- Evelien Verhegge jako Wiske
- Alex Wilequet jako profesor Barabas

## Wersja polska
Udźwiękowienie wersji polskiej: na zlecenie POLMEDIA - Studio Sonido

Reżyseria i kierownictwo produkcji: Tomasz Niezgoda

Tłumaczenie: Monika Szpetulska

Teksty piosenek: Bogusław Nowicki

Wystąpili: 
- Milena Suszyńska jako Luśka
- Tomasz Bednarek jako Lucek
- Olga Szomańska
- Piotr Warszawski jako Jules
- Adam Szyszkowski
- Jan Radwan
- Mieczysław Morański
- Michał Meyer
- Jarosław Boberek jako Manuel

i inni